# Zentralstelle für private Überspielungsrechte
Die Zentralstelle für private Überspielungsrechte (ZPÜ) ist ein Zusammenschluss deutscher Verwertungsgesellschaften in der Rechtsform einer Gesellschaft bürgerlichen Rechts mit Sitz in München. Ihre Funktion besteht darin, die urheberrechtlichen Vergütungsansprüche der an ihr beteiligten Verwertungsgesellschaften aus der Vervielfältigung von Audiowerken und audiovisuellen Werken zum privaten und sonstigen eigenen Gebrauch zentral geltend zu machen und die Erlöse anschließend an die beteiligten Verwertungsgesellschaften auszuschütten. Im Jahr 2023 betrug die Ausschüttungssumme rund 288 Millionen Euro.

## Stellung
Das Urheberrechtsgesetz (UrhG) sieht für bestimmte Nutzungshandlungen gesetzliche Lizenzen vor. Diese erlauben die Nutzung eines Werkes auch ohne die Erlaubnis des Rechteinhabers, knüpfen diese Nutzungsmöglichkeit aber an einen Vergütungsanspruch. So dürfen insbesondere nach § 53 Abs. 1 und 2 UrhG Werke gegen Vergütung zum privaten und eigenen Gebrauch vervielfältigt (also kopiert, eingescannt, aufgenommen etc.) werden (Privatkopie); und die §§ 60a ff. UrhG erlauben gegen Vergütung eine Vielzahl von Nutzungshandlungen im Rahmen von Unterricht und Lehre, wissenschaftlicher Forschung (einschließlich Text- und Data Mining), durch Bibliotheken sowie durch Archive, Museen und Bildungseinrichtungen. Die anfallenden Vergütungen werden dabei nicht direkt beim Kopierenden erhoben. Stattdessen hat der Urheber einen Vergütungsanspruch gegen die Hersteller von Geräten und Speichermedien, die sich zur Vornahme derartiger Vervielfältigungen eignen (§ 54 Abs. 1 UrhG). Dies gilt an sich auch für ausländische Hersteller, der Gesetzgeber bezieht jedoch zur einfacheren Rechtsdurchsetzung auch die gewerblichen Importeure entsprechender Geräte sowie diejenigen, die damit Handel treiben, als Gesamtschuldner in die Vergütungspflicht ein (§ 54b UrhG). Der Vergütungsanspruch kann nicht direkt durch die einzelnen Rechteinhaber selbst, sondern ausschließlich durch Verwertungsgesellschaften wahrgenommen werden (§ 54h Abs. 1 UrhG).
Weil viele verschiedene urheber- bzw. leistungsschutzrechtlich geschützte Erzeugnisse mithilfe entsprechender Geräte und Speichermedien zum privaten und sonstigen eigenen Gebrauch vervielfältigt werden können, sehen sich viele Hersteller Vergütungsansprüchen einer ganzen Reihe von Verwertungsgesellschaften ausgesetzt. Zudem gibt es viele Bereiche, in denen sogar ein und derselbe Nutzungsvorgang mehrere Rechte betrifft. Dies gilt etwa bei Audiowerken und audiovisuellen Werken: Wird ein Smartphone zum Speichern von Musik verwendet, so berührt dies die Rechte der Komponisten und Textdichter (→ GEMA), aber auch die Leistungsschutzrechte der Tonträgerhersteller (→ GVL). Auf dem Telefon können zusätzlich nicht nur Musik-, sondern etwa auch Hörbuchtitel abgespeichert werden. Dies tangiert dann wiederum die Urheberrechte der jeweiligen Buchautoren (→ VG Wort) sowie die Rechte des Sprechers als ausübendem Künstler (→ GVL). Ein Hersteller von Mobiltelefonen sieht sich somit allein im Bereich von Audiowerken und audiovisuellen Werken Ansprüchen einer Vielzahl betroffener Verwertungsgesellschaften konfrontiert.
Würde jede Verwertungsgesellschaft einzeln an den Telefonhersteller herantreten, wäre dies nicht nur wegen der Mehrfacharbeit mit hohen administrativen Kosten verbunden. Es wäre auch von hohen Koordinationskosten auszugehen, weil die Verwertungsgesellschaften um möglichst hohe Vergütungsanteile für „ihre“ Rechteinhaber buhlen werden; bei den Verhandlungen mit dem Telefonhersteller würde simultan und gewissermaßen „über Bande“ auch noch mit den anderen Verwertungsgesellschaften um den eigenen Vergütungsanteil gerungen. Dies verdeutlicht, warum den betroffenen Verwertungsgesellschaften ein Zusammenschluss – bei dem die Gesellschaften geschlossen an den Telefonhersteller herantreten und auf zweiter Stufe untereinander die Anteile aushandeln – vorzugswürdig erschien. Für den Vergütungsanspruch bei Audiowerken und audiovisuellen Werken erfolgt dieser Zusammenschluss in der ZPÜ. Auch in umgekehrter Richtung verspricht dieses Modell Vorteile: So wäre es auch für die Telefonhersteller aufwendig, sich zur Erfüllung der ihnen obliegenden Meldepflichten an jede einzelne betroffene Verwertungsgesellschaft wenden zu müssen. Daher hat der Gesetzgeber den Verwertungsgesellschaften auferlegt, eine gemeinsame Empfangsstelle für derartige Meldungen zu hinterlegen (§ 54h Abs. 3 Satz 1 UrhG). Auch in dieser Funktion tritt die ZPÜ (jedenfalls de facto) in Erscheinung.
Die ZPÜ ist selbst keine Verwertungsgesellschaft im Sinne von § 2 des Verwertungsgesellschaftengesetzes (VGG). Während dies zu Zeiten des Urheberrechtswahrnehmungsgesetzes eine weitgehende Freistellung von den besonderen Regelungen für Verwertungsgesellschaften nach sich zog, unterliegt die ZPÜ seit Inkrafttreten des Verwertungsgesellschaftengesetzes im Jahr 2016 diesem als so genannte abhängige Verwertungseinrichtung weitgehend und untersteht in dieser Rolle der behördlichen Aufsicht durch das Deutsche Patent- und Markenamt (§§ 90, 3 VGG).

## Organisation
Die ZPÜ hat die Rechtsform einer Gesellschaft bürgerlichen Rechts. Geschäftsführerin ist die GEMA. Laut Gesellschaftsvertrag dient die ZPÜ der „Administration der gesetzlichen Vergütungsansprüche für Vervielfältigungen von Audiowerken und von audiovisuellen Werken zum privaten und sonstigen eigenen Gebrauch gemäß §§ 53 Abs. 1–2 und 60a bis 60f UrhG für Verwertungsgesellschaften sowie [der] Administration von Vergütungsansprüchen und Rechten, welche die erstgenannten Ansprüche nach derzeitiger oder künftiger Gesetzeslage ergänzen, erweitern oder an deren Stelle treten. Zur Administration gehört die Geltendmachung und Durchsetzung aller Rechte gegenüber den Anspruchsverpflichteten, die Einziehung, Verwaltung und Verteilung der Einnahmen aus den Rechten sowie Betätigungen, welche diese Aufgaben fördern.“ Zu diesen ergänzenden Ansprüchen zählen vor allem auch die Auskunftsansprüche, die das Urheberrechtsgesetz den Rechteinhabern gewährt, um ihre Vergütungsansprüche überhaupt erst beziffern zu können.
Die neun Gesellschafter der ZPÜ sind (Stand: Februar 2025):
- Gesellschaft für musikalische Aufführungs- und mechanische Vervielfältigungsrechte (GEMA)
- Gesellschaft zur Übernahme und Wahrnehmung von Filmaufführungsrechten (GÜFA)
- Gesellschaft zur Verwertung von Leistungsschutzrechten (GVL)
- Gesellschaft zur Wahrnehmung von Film- und Fernsehrechten (GWFF)
- Treuhandgesellschaft Werbefilm (TWF)
- Verwertungsgesellschaft der Film- und Fernsehproduzenten (VFF)
- Verwertungsgesellschaft für Nutzungsrechte an Filmwerken (VGF)
- Verwertungsgesellschaft Bild-Kunst (VG Bild-Kunst)
- Verwertungsgesellschaft Wort (VG Wort)

Somit ist die Mehrheit der insgesamt 13 (Stand: Februar 2025) zugelassenen Verwertungsgesellschaften in der ZPÜ organisiert. Will eine Verwertungsgesellschaft Gesellschafterin der ZPÜ werden, so muss sie zugelassen sein und eine „repräsentative Stellung für bestimmte Berufsgruppen oder Kategorien von Rechtsinhabern“ innehaben. Ihre Aufnahme bedarf sodann der Zustimmung aller bisherigen Gesellschafter.
Die Gesellschafter bringen die ihnen jeweils zur Wahrnehmung übertragenen Vergütungsansprüche für Vervielfältigungen von Audiowerken und von audiovisuellen Werken im Rahmen der Privatkopie in die ZPÜ ein und treten diese hierzu zur treuhänderischen Wahrnehmung ohne gesämthänderische Bindung an die ZPÜ ab. Anschließend nimmt die ZPÜ die übertragenen Ansprüche im eigenen Namen und auf eigene Rechnung wahr. Sie kann für einzelne oder alle eingebrachten Ansprüche Tarife aufstellen und mit den Rechtenutzern darüber Gesamtverträge abschließen. Die Zentralstelle ist nicht auf Gewinnerzielung ausgerichtet.
Über die Wahrnehmung der Vergütungsansprüche für Vervielfältigungen von Audiowerken und von audiovisuellen Werken hinaus nimmt die ZPÜ auch Inkassomandate für Vergütungsansprüche aus der Vervielfältigung „stehender“ Text- und Bildwerke aus dem Repertoire der VG Wort und der VG Bild-Kunst wahr. Da beispielsweise Mobiltelefone nicht nur zum Abspielen von Audiowerken und audiovisuellen Werken verwendet werden, sondern auch zum Lesen von Zeitungsartikeln, und da die ZPÜ ohnehin schon an die Handyhersteller herantritt, erschien es vorteilhaft, dass sie bei dieser Gelegenheit auch gleich die entsprechenden Vergütungsansprüche der VG Wort und der VG Bild-Kunst für „stehende“ Inhalte wahrnimmt. Hierzu stellen ZPÜ, VG Wort und VG Bild-Kunst bei den betroffenen Produktgruppen gemeinsame Tarife auf.

## Tarife und Gesamtverträge
Beispiele für Produkte, die Gegenstand von ZPÜ-Tarifen und -Gesamtverträgen sind, sind CD- und DVD-Brenner, Festplatten, Tablets, Mobiltelefone, PCs, Smartwatches, USB-Sticks, Unterhaltungselektronik (unter anderem TV-Geräte mit eingebautem Speicher oder DVD-Rekorder). Den größten Vergütungsertrag erzielte die ZPÜ 2023 im Bereich Mobiltelefone (79,7 Mio. Euro).
Das Beispiel von Mobiltelefonen illustriert die generelle Regelungsmethodik: Zum einen gibt es einen Tarif, der die anfallende Vergütung, gestaffelt nach Jahr und Art des Mobiltelefons (Verbraucher-Mobiltelefon vs. Business-Mobiltelefon), spezifiziert. Die Herstellung eines Mobiltelefons für Verbraucher kostet darunter zum Beispiel 6,25 Euro (Stand: Februar 2025). Außerdem hat die ZPÜ mit dem Branchenverband der deutschen Informations- und Telekommunikationsbranche (Bitkom) und dem Verband zur Rücknahme und Verwertung von Elektro- und Elektronikaltgeräten (VERE) Gesamtverträge ausgehandelt, die verschiedene Verwaltungsvereinfachungen beinhalten und insgesamt etwas niedrigere Vergütungssätze vorsehen. Handyhersteller und -importeure, die Mitglieder dieser Verbände sind, können dem Gesamtvertrag jederzeit beitreten. In regelmäßigen Abständen muss Auskunft über die in Umlauf gebrachten Mobiltelefone erteilt werden, damit die anfallende Vergütung berechnet werden kann. Dieses Muster findet sich auch in anderen Bereichen wieder, in denen die ZPÜ Vergütungsansprüche geltend macht.

## Ausschüttung
Die Ausschüttung der Einnahmen an die Trägergesellschaften erfolgt (nach Abzug der Verwaltungskosten) gemäß Verteilungsplänen, die von den Gesellschaftern einstimmig beschlossen werden müssen. Der Gesetzgeber hat hier keine näheren Regelungen getroffen; ganz allgemein statuiert nur § 54h Abs. 2 Satz 1 UrhG, dass jedem Berechtigten ein „angemessener Anteil“ an den gezahlten Vergütungen zusteht.
Im Wesentlichen geht die ZPÜ so vor, dass sie für jedes Produkt einen eigenen Verteilungsschlüssel erstellt. So erhält zum Beispiel die GEMA exakt 32,5 Prozent der eingenommenen Mobiltelefon-Vergütungen (GVL: 36,4 Prozent, VG Bild-Kunst: 11,6 Prozent usw.) (Stand: Februar 2025). Diese Verteilungsquote wird auf der Grundlage empirischer Untersuchungen bestimmt. Dabei wird zunächst untersucht, wie intensiv Mobiltelefone für verschiedene Inhaltsarten (zum Beispiel Texte, Musik, Filme usw.) genutzt werden; anschließend wird ermittelt, welche Rechte (und damit auch welche Verwertungsgesellschaften) bei den einzelnen Inhaltsarten überhaupt eine Rolle spielen und bestimmt, wie „wichtig“ die jeweiligen Rechte für diese Inhaltsart sind. Dies führt am Ende zum produktspezifischen Verteilungsschlüssel für Mobiltelefone. Entsprechend wird auch für die anderen Produkte bzw. Produktgruppen vorgegangen.

## Geschichte
Die ZPÜ wurde 1963 in ihrer heutigen Rechtsform gegründet. Gründungsgesellschafter waren die GEMA, die VG Wort und die GVL. Sie war ursprünglich selbst als Verwertungsgesellschaft konzipiert und verfolgte in der Anfangszeit zunächst nur den seit Einführung des Urheberrechtsgesetzes im Jahr 1965 vorgesehenen gesetzlichen Vergütungsanspruch gegen die Hersteller und Importeure von Tonband- und Videogeräten. Den Status als Verwertungsgesellschaft legte die ZPÜ wenig später durch Satzungsänderung wieder ab. 1985 übernahm die ZPÜ auch die Geltendmachung der neu eingeführten und von Leerkassettenherstellern und -importeuren zu entrichtenden Leerkassettenvergütung. Nachdem Videorekorder zunehmend Verbreitung gefunden hatten und somit auch in diesem Bereich eine Vergütung angemessen erschienen war, traten 1988 auch die für Filmurheber und Filmleistungsschutzberechtigte tätigen Verwertungsgesellschaften der ZPÜ als Gesellschafter bei und brachten ihre Rechte ein.